# بطولة أوروبا لكرة اليد للرجال 2022
بطولة أوروبا لكرة اليد للرجال 2022 هي النسخة ال15 من بطولة أوروبا لكرة اليد للرجال ستقام في المجر وسلوفاكيا في الفترة بين 13 إلى 30 يناير 2022.